# 무라이 쿠니오 (배우)
무라이 쿠니오(Kunio Murai, 1944년 9월 20일 ~ )는 일본의 배우, 성우, 텔레비전 배우이다.
중국 톈진시에서 태어났다.

## 방송
- 리버스
- 한낮의 악마
- 미해결 사건 File 05. 록히드 사건
- 반짝반짝
- 예고범 -THE PAIN-

## 영화
- 시네마 파이터스 (2017년)
- 도쿄 구울 (2017년)
- 반짝반짝 (2016년)
- 예고범 -THE PAIN- (2015년) - 하나야마 토오루 역
- 야마자쿠라 (2008년)
- 영화 크레용 신짱: 전설을 부르는 부리부리 3분 딱 대진격 (2005년) - 미래맨 목소리 역
- 고질라 모스라 킹기도라 대괴수총공격 (2001년)
- 모래알처럼 (1995년)
- 레인보우 브릿지 (1993년)
- 기묘한 이야기 - 1990~92년 시리즈 (1990년)
- 러빙 (1983년)
- 일본 침몰 (1973년)
- 고질라 13 - 고질라 대 지간 (1972년)